# Sarah Douglas (voile)
Pour les articles homonymes, voir Douglas et Sarah Douglas.
Sarah Douglas, née le 21 janvier 1994 à Burlington, est une skipper canadienne.
Elle est médaillée d'or en laser radial aux Jeux panaméricains de 2019 à Lima.